# Guanzhaying
Guanzhaying (kinesiska: 官扎营街道, 官扎营) är en socken i Kina. Den ligger i provinsen Shandong, i den östra delen av landet, nära eller i provinshuvudstaden Jinan. Antalet invånare är 10 058. Befolkningen består av 5 074 kvinnor och 4 984 män. Barn under 15 år utgör 7,0 %, vuxna 15-64 år 77 %, och äldre över 65 år 14,0 %.
Genomsnittlig årsnederbörd är 841 millimeter. Den regnigaste månaden är juli, med i genomsnitt 315 mm nederbörd, och den torraste är januari, med 6 mm nederbörd.